# Битва на Дрожи-поле
Битва на Дрожи-поле или Битва под Охматовом — битва между русско-казацким войском под командованием Богдана Хмельницкого и Василия Шереметева и польско-крымским войском под командованием Станислава Потоцкого, Станислава Лянцкоронского и Мехмеда IV Гирея 29 января — 1 февраля 1655 года во время русско-польской войны 1654—1667.
Битва состоялась под Охматовом, к югу от Белой Церкви, в сильную стужу, отчего и получила название. Польско-татарские войска имели численное преимущество, поэтому Хмельницкий и Шереметев выбрали оборонительную тактику, построив табор из повозок и укрывшись там, отбивая атаки врага. Было отбито несколько приступов, но потом лагерь был прорван, казаков и русскую армию спасло появление на поле битвы корпуса Ивана Богуна, который кавалерийской атакой выбил поляков и татар из лагеря и соединился с Хмельницким. В конце концов русско-казацкое войско вынуждено было отступить к Белой Церкви, где располагалось русское войско воеводы Андрея Бутурлина.
Польско-крымские войска, однако, из-за больших потерь не могли дальше наступать. Битва, таким образом, остановила продвижение польско-татарских войск на Украину. Отступающие крымские татары грабили сёла и угоняли жителей в рабство. Хмельницкий направил 10-тысячный корпус под командованием Богуна преследовать татар и тот разбил 40-тысячное татарское войско по дороге в Крым и освободил пленных.